# S'il suffisait d'aimer
Pour les articles homonymes, voir S'il suffisait d'aimer (chanson) et S'il suffisait d'aimer (téléfilm).
Albums de Céline Dion
Let's Talk About Love
(1997) These Are Special Times
(1998)
Singles
1. Zora sourit
Sortie : 14 septembre 1998
2. S'il suffisait d'aimer
Sortie : 23 novembre 1998
3. On ne change pas
Sortie : 1er mars 1999
4. En attendant ses pas
Sortie : 5 juillet 1999
5. Je crois toi
Sortie : 5 juillet 1999

S'il suffisait d'aimer est le dix-neuvième album de Céline Dion, sorti le 31 août 1998.

## Informations générales
Pour ce nouvel album en français, Céline Dion fait appel à Jean-Jacques Goldman qui avait produit et écrit l'album D'eux. Alors que dans l'album précédent, Goldman avait écrit pour Dion, il appuie plus son style dans l'écriture, ce qui laisse Céline Dion chanter plus à sa façon, comme elle l'avait fait depuis longtemps. Sa voix est donc plus dominante que dans l'album précédent.
Pendant les concerts francophones du Let's Talk About Love Tour, la chanteuse interprète six titres de S'il suffisait d'aimer. Les concerts de Paris sont enregistrés sur l'album live Au cœur du stade paru en 1999. Dans un autre monde est édité pour faire la promotion de cet album. Les coulisses de la séance d'enregistrement de S'il suffisait d'aimer sont inclus en bonus sur le DVD Au cœur du stade.
Certaines chansons sont incluses sur la compilation On ne change pas.
Le premier single est Zora sourit que Céline Dion commence à interpréter durant sa tournée Let's Talk About Love. Cette chanson est dédiée aux femmes algériennes. La chanteuse dit à ce propos : « Pour moi, Zora représente, non seulement l'Algérie, mais toutes les femmes de tous ces pays qui n'ont pas la chance d'être libres et d'être heureuses. »[réf. nécessaire]

## Ventes
S'il suffisait d'aimer s'est écoulé à 4 millions d'exemplaires à travers le monde dont deux millions en Europe, où il est certifié double disque de platine par l'IFPI. S'il suffisait d'aimer se vend à plus de 1 492 200 copies en France et est certifié l'année de sa sortie disque de diamant. Au Canada, l'album débute en 1re position avec 58 000 exemplaires. 500 000 exemplaires y sont vendus et il est certifié l'année de sa sortie quadruple disque de platine.
S'il suffisait d'aimer est le deuxième album francophone à être certifié disque d'or au Royaume-Uni derrière D'eux avec 110 000 exemplaires vendus. Aux États-Unis, il se vend à 112 000 copies selon Nielsen Soundscan.
S'il suffisait d'aimer est no 1 en Suisse pendant cinq semaines, en France pendant quatre semaines, en Belgique francophone, au Canada, Grèce, Pologne et sur l'European Top 100 Albums. Il entre dans les Top 40 dans de nombreux pays non-francophones, dont le Royaume-Uni, où il atteint la 17e place.

## Récompenses
Cet album remportera le Juno Award de l'Album Francophone le plus vendu de l'année.

## Tournée
Durant les concerts francophones du Let's Talk About Love Tour, Céline Dion joue 6 chansons de l'album. Ses passages à Paris sont enregistrés dans l'album + DVD live Au cœur du Stade. Il a pour promotion une performance live de Dans un autre monde.

## Liste des titres
1. Je crois toi (Jean-Jacques Goldman) 5:06
2. Zora sourit (Jean-Jacques Goldman/J. Kapler) 3:53
3. On ne change pas (Jean-Jacques Goldman) 4:10
4. Je chanterai (Jean-Jacques Goldman) 4:11
5. Terre (Erick Benzi) 4:18
6. En attendant ses pas (Jean-Jacques Goldman) 4:07
7. Papillon (Erick Benzi) 4:01
8. L'Abandon (Jean-Jacques Goldman) 4:28
9. Dans un autre monde (Jean-Jacques Goldman) 4:38
10. Sur le même bateau (Jean-Jacques Goldman) 4:26
11. Tous les blues sont écrits pour toi (Jean-Jacques Goldman) 4:49
12. S'il suffisait d'aimer (Jean-Jacques Goldman) 3:35

## Crédits
- Erick Benzi – claviers, programmation
- Patrice Tison, Gildas Arzel et Jean-Jacques Goldman – guitares
- Michael Landau – guitare pour Zora sourit et L'Abandon
- Yannick Hardouin et Michel Alibo – basse
- Luc Bertin – Piano pour la chanson Dans un autre monde
- Catherine Bourgeat et Karen Brunon – violon
- Éric Filliere et Franck Agier– alto
- Pascal Jaupart et Raphaël Pidoux – violoncelle
- Paulinho Da Costa – percussions pour Zora sourit et L'Abandon
- Carole Fredericks, Yvonne Jones et Maria Popkiewicz – chœurs
- le chœur de gospel Les Chérubins de Sarcelles sous la direction de Georges Seba
- le Chœur de Radio France, dirigé par Yvan Cassar
- le London Studios Orchestra, dirigé par John Georgiadis

## Classements
| Pays          | Meilleure position | Certification | Vente     |
| ------------- | ------------------ | ------------- | --------- |
| Autriche      | 3                  | Or            | 25 000    |
| Belgique (Nl) | 2                  | Platine       | 30 000    |
| Belgique (Fr) | 1                  | Platine       | 50 000    |
| Canada        | 1                  | 4x Platine    | 475 000   |
| Finlande      | 12                 |               |           |
| France        | 1                  | Diamant       | 1 500 000 |
| Allemagne     | 11                 |               |           |
| Grèce         | 1                  |               |           |
| Hongrie       | 15                 |               |           |
| Italie        | 33                 |               | 25 000    |
| Japon         | 37                 |               | 38 000    |
| Pays-Bas      | 4                  | Or            | 50 000    |
| Pologne       |                    | Or            | 50 000    |
| Portugal      |                    | Argent        | 10 000    |
| Royaume-Uni   | 17                 | Or            | 110 000   |
| Suède         | 23                 |               |           |
| Suisse        | 1                  | 2x Platine    | 100 000   |
| États-Unis    |                    |               | 110 000   |